# Artère gastrique gauche
L'artère gastrique gauche (ou artère coronaire stomachique en ancienne nomenclature) est une artère systémique abdominale. C'est une des trois branches de division du tronc cœliaque, avec l'artère splénique et l'artère hépatique commune.

## Origine
L'artère gastrique gauche nait de la face supérieure du tronc cœliaque.

### Variations
Elle peut être une des branches de trifurcation du tronc cœliaque, plus rarement elle peut être une branche collatérale de l'artère splénique ou de l'artère hépatique commune.

## Trajet
L'artère gastrique gauche a une longueur de 4 à 7 cm pour un diamètre de 3 à 4 mm. 
Elle est d'abord ascendante et rétropéritonéale, formant une crosse concave vers le bas qui soulève le pli gastro-pancréatique. Elle rejoint ensuite la petite courbure gastrique, se divisant en deux branches près du cardia.
Elle donne une branche antérieure prégastrique et une postérieure,.
La branche antérieure vascularise la face antérieure de l'estomac et s'anastomose avec la branche antérieure de l'artère gastrique droite. La branche postérieure vascularise la face postérieure de l’estomac dans le petit épiploon et s'anastomose avec  la branche postérieure de l'artère gastrique droite. 

## Branches collatérales
L'artère gastrique gauche donne à proximité du cardia un à trois rameaux œsophagiens.

## Zone de vascularisation
L'artère gastrique gauche contribue à la vascularisation des faces antérieure et postérieure de la partie supérieure de l'estomac, de la petite courbure, du cardia et du fundus.

## Aspect clinique
L'occlusion de l'artère par embolisation permet une diminution du poids chez l'obèse, avec baisse du taux sanguin de ghréline, constituant une piste thérapeutique.

## Galerie
|  |  |  |  |